# Майтрипа
Майтрипа (1007 – 1077), е махасидха и изтъкнат индийски учител, държател на линията на приемственост махамудра, която по-късно станала основа на школата Кагю на тибетския будизъм и втори най-важен учител на Марпа преводача.
За Пряка или Кратка линия на традицията Кагю се смята линията на учения, получени от Марпа в Индия непосредствено от своя гуру Наропа.
За Далечна или Дълга се смята линията махамудра, която Марпа получава от Майтрипа. Тя включва четитима учители: Сараха, Нагарджуна, Шабара и самия Майтрипа.
Майтрипа, последният от учителите на далечната линия на приемственост на Махамудра, е роден през 1007 в семейството на брамини. Учи в университета Наланда. Негов първи учител е Наропа, който му предава тантрите Чакрасамвара и Хеваджра и му казва да си намери съпруга и да практикува Ваджраяна. Така или иначе по това време Майтрипа отхвърля съвета на Наропа и предпочита да изучава философия.
Той получава посвещение като монах (бхикшу) от Сантипа от университета Викрамашила и получава името Майтри в чест на бодхисатвата Майтрейя. Във Викрамашила преподава самият Атиша. Майтрипа практикувал медитация върху Ваджрайогини, но употребата на алкохол като част от средствата в тази медитация довело до спорове с останалите монаси. Вниманието на Атиша е привлечено към това, и той изгонва Майтрипа за нарушаване на правилата на Виная – монашеския кодекс на поведение.
След известно време Майтрипа получава напътствие от бодхисатвата Авалокитешвара да се отправи на пътешествие в южна Индия, където той трябва да се срещне с предопределения си учител Шабара.
По-нататък Майтрипа получава от Шабара учение, което впоследствие е предадено на Марпа и влиза в системата на линията Кагю.
Също така той има множество други ученици, като Ваджрапани, на когото той предал Махамудра, и кашмирския учен Анандакирти, който получава приемствеността утаратантрашастра на Майтрея.